# Aeolesthes aureopilosa
Aeolesthes aureopilosa là một loài bọ cánh cứng trong họ Cerambycidae.